# 花源街道
花源镇，是中华人民共和国四川省成都市新津区下辖的一个乡镇级行政单位。2019年12月，撤镇设街道。

## 行政区划
花源镇下辖以下地区：
花源社区、牧马山社区、梁筏村、共和村、洪川村、串头村、长乐村、东华村、官林村、杨柳村和柳河村。